# 其他媒體中的超人
該DC漫畫人物超人出現在許多種類型的媒介。自從1938年他的首次出現，超人已經出現在廣播劇、電視、電影和電子遊戲等多個場合，他的名字、標誌和圖像已經出現在不同的產品和商品。

## 廣播劇
- 《超人歷險記（英语：The Adventures of Superman (radio series)）》（1940）
- 《超人歷險記》（1966）[1]
- 《Peter Pan Records》（1970-1980）
- 《Superman Lives!（英语：Superman: Doomsday & Beyond）》（1993）
- 《DC Comics Super Heroes – Attack of the Elementals》（1995）
- 《The Never-Ending Battle》（2008）

## 電視劇
- 《超人歷險記（英语：Adventures of Superman (TV series)）》（1952-1958）
- 《我爱露西》（1957）
- 《超人歷險記》（1961）
- 《It's a Bird...It's a Plane...It's Superman》（1975）
- 《超級小子》（1988-1992）
- 《露意絲＆克拉克：超人新歷險記》（1993-1997）
- 《超人前傳》（2001-2011）
- 《女超人》（2016）

## 動畫
- 《超人戲劇動畫》（1941-1943）
- 《超人》系列（1966-1969）
《超人新歷險記》（1966）
《超人和水行俠歷險記》（1967）
《The Batman/Superman Hour》（1968-1969）
- 《超級朋友》（1973-1985）
《超級朋友》（1973）
《The All-New Super Friends Hour》（1977）
《超級朋友的挑戰》（1978）
《超級朋友》（1980-1983）
《Super Friends: The Legendary Super Powers Show》（1984）
《The Super Powers Team: Galactic Guardians》（1985）
- 《心跳今夜》（1982）

日本動漫。男主角曾在動畫的第一集打扮成超人。
- 《超人》（1988）
- 《超人：動畫系列》（1996-2000）
- 《The Multipath Adventures of Superman》（1999）
- 《未來蝙蝠俠》（2000）
- 《正義聯盟》／《正義聯盟無限版》（2001-2006）
- 《靜電沙克》（2004）
- 《超級狗英雄》（2005）
- 《超人：布來尼亞克的進攻》（2006）
- 《少年超人隊》（2006-2008）
- 《超人：世界末日》（2007）
- 《蝙蝠俠》（2007-2008）
- 《正義聯盟：超級最前線》（2008）
- 《超人/蝙蝠俠：公眾之敵》（2009）
- 《DC超級朋友》（2010）
- 《蝙蝠俠智勇悍將》（2010-2011）
- 《正義聯盟：兩面夾擊》（2010）
- 《超人/蝙蝠俠：啟示錄》（2010）
- 《蝙蝠俠：決戰紅帽火魔》（2010）
- 《少年正義聯盟》（2010-2013）
- 《超人/謝贊!：黑亞當歸來》（2010）
- 《全明星超人》（2011）
- 《Mad》（2012）
- 《正義聯盟：末日審判》（2012）
- 《超人大戰十字軍團》（2012）
- 《蝙蝠俠：黑暗騎士歸來（下集）》（2013）
- 《少年悍將 GO！》（2013）

以背景角色登場。
- 《超人：危機解除》（2013）
- 《正義聯盟：閃電俠之逆轉》（2013）
- 《樂高玩電影》（2014）
- 《正義聯盟：時間困境》（2014）
- 《正義聯盟：開戰》（2014）
- 《DC漫畫超級英雄：蝙蝠俠 全面圍攻》（2014）
- 《正義聯盟：亞特蘭提斯的王位》（2015）[2]
- 《正義聯盟：神與魔》（2015）
- 《樂高電影：正義聯盟大戰反正義聯盟》（2015）
- 《樂高電影：正義聯盟大戰末日軍團》（2015）
- 《正義聯盟大戰少年悍將》（2016）
- 《樂高蝙蝠俠電影》（2017）

### DC動畫宇宙
- 《超人：動畫系列》（1966年）
- 《未來蝙蝠俠》（1999年）
- 《正義聯盟》（2001年）
- 《靜電沙克》（2000年）
- 《正義聯盟無限版》（2004年）

### 超人／蝙蝠俠
- 米奇·華森曾透露，想開發一個超人與蝙蝠俠合作的動畫系列，故事敘述剛成為實習記者的克拉克來到了高譚市，在那裡他遇到了布魯斯，兩人因此有了接觸[3]。

## 電子遊戲
- 《超人歸來》（2006年）
- 《超人歸來》電子藝術（2006年）
- 《超人歸來：孤獨堡壘》（2006年）
- 《真人快打vs DC漫畫英雄》（2008年）
- 《DC 超級英雄 Online》（2011年）
- 《樂高蝙蝠俠2：DC超級英雄》（2012年）
- 《超級英雄：武力對決》（2013年）
- 《塗鴉冒險家：DC 漫畫冒險》（2013年，2014年）
- 《樂高蝙蝠俠3：飛越高譚市》（2014年）
- 《超級英雄：武力對決2》（2017年）

- 《傳說對決》（2017）